# سیارک ۳۰۳۸
سیارک ۳۰۳۸ (به انگلیسی: 3038 Bernes، نامگذاری:1978QB3) سه هزار و سی و هشتمین سیارک کشف شده‌است که در ۳۱ اوت ۱۹۷۸ کشف شد.
قدر مطلق سیارک برابر ۱۳٫۷۰ است.